# V380 Orionis
V380 Orionis är en multipelstjärna belägen i centrum av Orionnebulosan i den mellersta delen av stjärnbilden Orion. Den har en högsta skenbar magnitud av ca 10,2 och kräver ett teleskop för att kunna observeras. Baserat på parallax enligt Gaia Data Release 3 på ca 2,64 mas, beräknas den befinna sig på ett avstånd på ca 1 230 ljusår (480 parsek) från solen. Den rör sig bort från solen med en heliocentrisk radialhastighet på ca 15 km/s.

## Egenskaper
Primärstjärnan i V380 Orionis A är en vit till blå stjärna i huvudserien av spektralklass A1e Den har en massa som är lika med ca 2,9 solmassor, en radie som är ca 3 solradier och utsänder energi från dess fotosfär motsvarande ca 100 gånger solen vid en effektiv temperatur av ca 10 500 K.

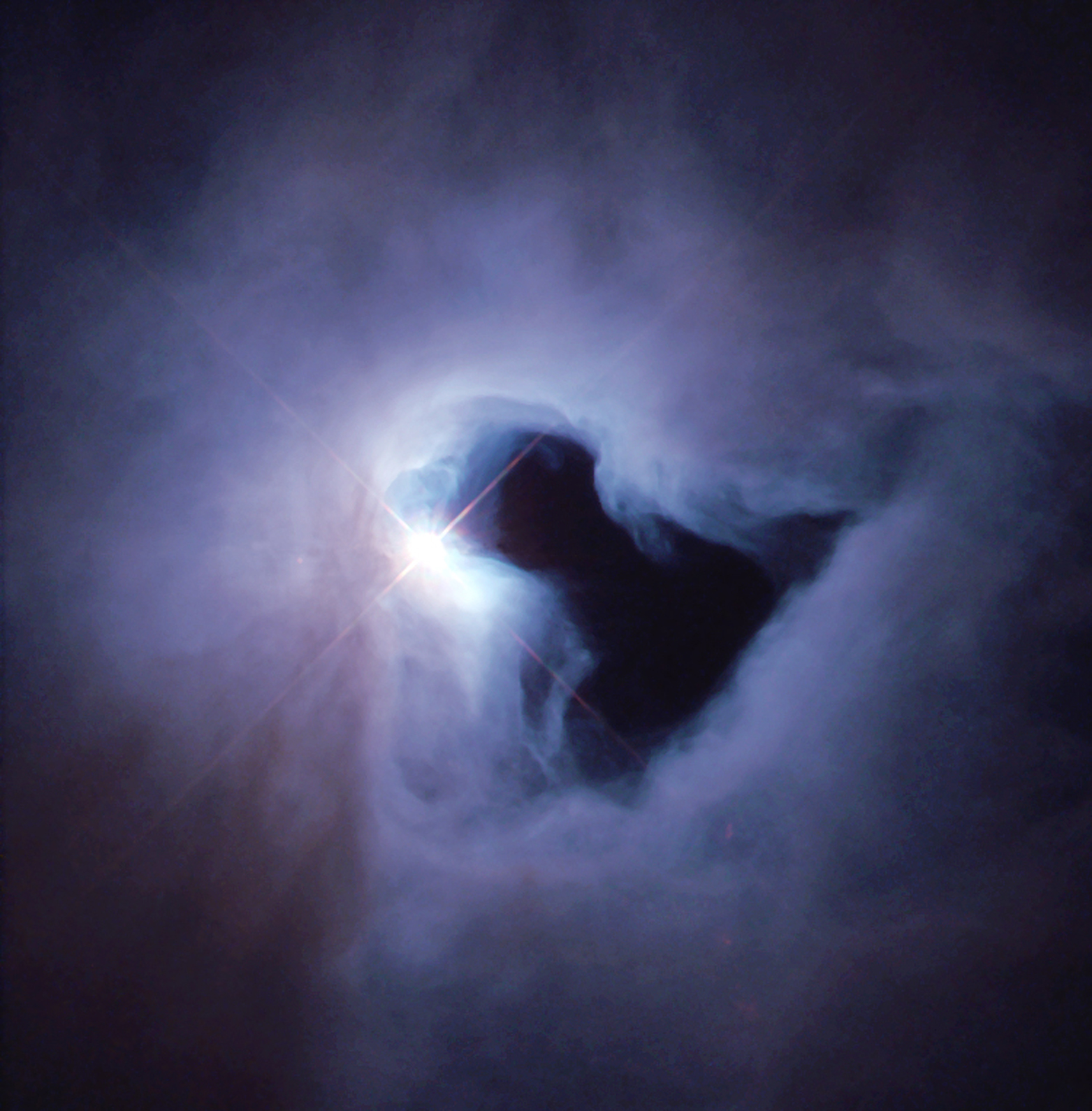
V380 Orionis inbäddad i NGC 1999. Foto: NASA and the Hubble Heritage Team (STScI)

V380 Orionis innehåller minst tre stjärnor. En mycket svag sval stjärna separerad med 9 bågsekunder tros också vara gravitationsbunden, vilket gör den till ett hierarkiskt fyrdubbelt system. Två infraröda källor inom NGC 1999 har listats som följeslagare i vissa kataloger, men tros inte vara stjärnor. När de upptäcktes hänvisades de till som V380 Ori-B och V-380 Ori-C, en notation som kan leda till förvirring. Stjärnan är en het vit Herbig-Ae/Be-stjärna som på olika sätt har tilldelats spektraltyper mellan B9 och A1. Den har ett starkt magnetfält som varierar med en period av 4,1 dygn och detta antas vara stjärnans rotationsperiod. Modeller visar att rotationsaxeln lutar 32°.
Speckleinterferometri visar en sval följeslagare separerad med 0,15 bågsekunder, cirka 62 AE, kallad tertiär. Spektroskopi visar en tredje stjärna med en projicerad separation mindre än 0,33 AE, kallad sekundär. De två närmaste stjärnorna, den primära och tertiära, är omgivna av en stoftskiva, som ses nästan på kanten från jorden. Den fjärde stjärnan har en projicerad separation på 4 000 AE och drar sig tillbaka från de andra tre. Den sekundära är en T Tauri-stjärna, upptäckt genom distinkta spektrallinjer som inte kunde produceras av den varmare primärstjärnan, som har en yttemperatur på 5 500 ± 500 K, är cirka 1,6 gånger så massiv som solen, har två gånger dess radie och är tre gånger så ljusstark.  Den fjärde stjärnan, ibland kallad V380 Orionis B, är ett litet, svalt objekt av spektraltyp M5 eller M6 som antingen är en röd dvärg eller en brun dvärg.

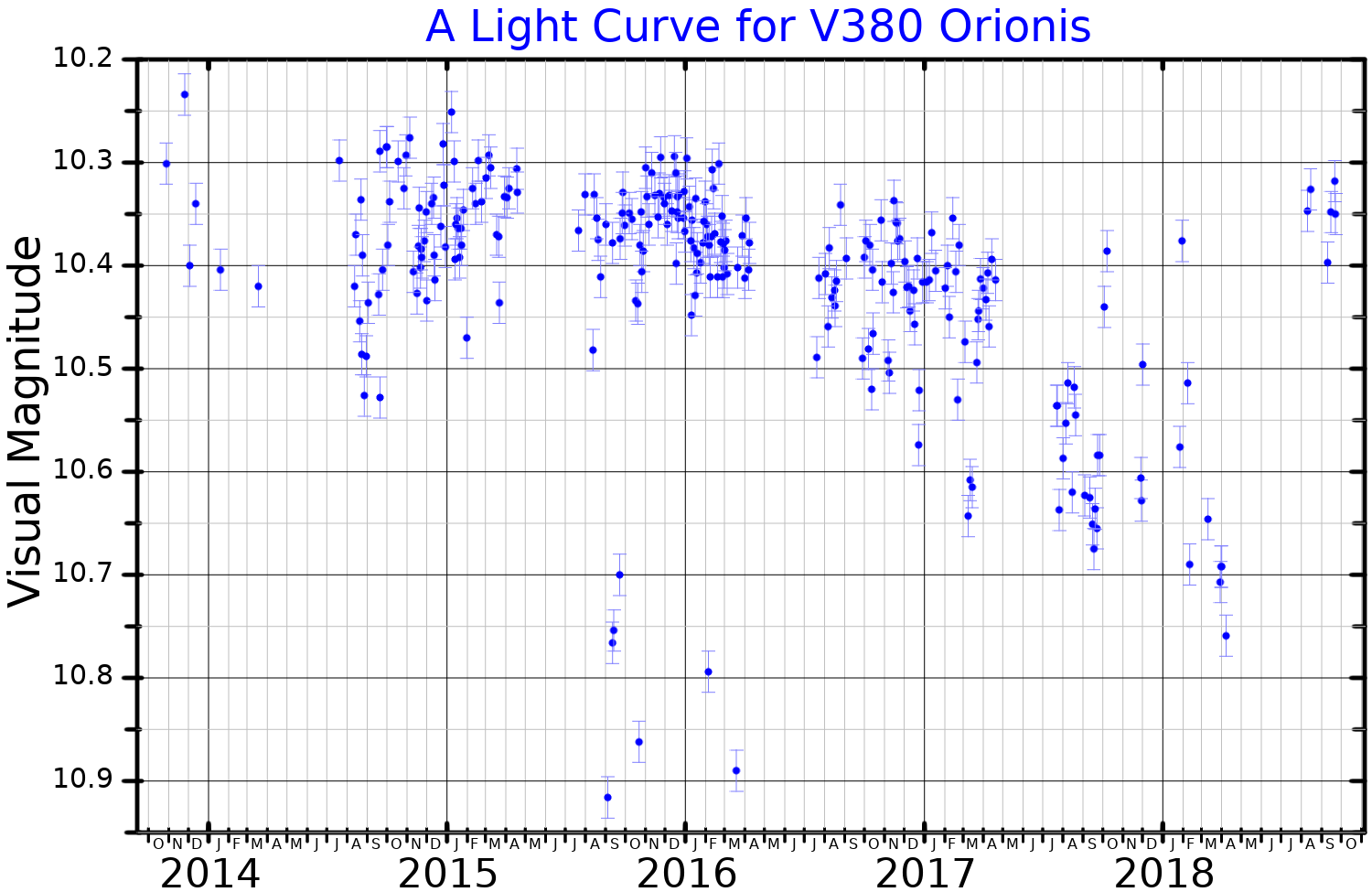
Ljuskurva för V380 Orionis, anpassad från ASAS-SN-data (2017)

V380 Orionis är en variabel stjärna, betraktad som en Orion-variabel, med enstaka försvagningar och annan variation som orsakas av fördunkling från det omgivande stoftet. Den skenbara magnituden varierar oregelbundet mellan 10,2 och 10,7. Stjärnans egenskaper beräknas baserat på dess maximala ljusstyrka, som antas vara minst förmörkad.
En första tolkning av variabiliteten var att en skiva av material runt komponent B förmörkade komponent A och orsakade dämpningshändelserna, men man tror nu att förmörkelserna orsakas av att båda stjärnorna delvis förmörkas av en mycket större ring som förekommer runt paret.
En av de ingående stjärnorna i V380 Orionis verkar ha utvecklat en polär jetstråle som hjälpt till att rensa det nyckelhålsformade hålet i den omgivande nebulosan som kallas NGC 1999. Systemet är omgivet av en bogchock – den totala strukturen är över 17 ljusår (5,3 parsecs) tvärs över.